# Nguyễn Văn Trung (Nhị Trung)
Nguyễn Văn Trung (1924–1999), bí danh Thắng, Bảy Két, bút danh Nhị Trung, là một nhà cách mạng Việt Nam, từng giữ chức vụ Bí thư Tỉnh ủy Bến Tre.

## Cuộc đời
Nguyễn Văn Trung tên thật là Nguyễn Văn Nữ, sinh ngày 24 tháng 12 năm 1924 ở làng Nhơn Thạnh, tổng Bảo Thạnh, quận Châu Thành, tỉnh Bến Tre, nay thuộc xã Nhơn Thạnh, thành phố Bến Tre, tỉnh Bến Tre.
Tháng 2 năm 1945, ông tham gia phong trào cách mạng của Đảng Cộng sản Đông Dương. Tháng 8, Cách mạng Tháng Tám thành công, ông tham gia Ủy ban Nhân dân cách mạng lâm thời xã Nhơn Thạnh, làm Trưởng ban Thông tin–Văn hóa của Ủy ban.
Năm 1947, ông được kết nạp vào Đảng Cộng sản Đông Dương, sinh hoạt Chi bộ xã Nhơn Thạnh, phụ trách công tác tổ chức. Cho đến tháng 7 năm 1954, ông lần lượt đảm nhiệm Trưởng Công an xã Nhơn Thạnh, rồi Bí thư Chi bộ xã Nhơn Thạnh.
Năm 1954, Hiệp định Genève được ký kết, ông được phân công ở lại miền Nam. Giữa năm 1955, ông được bầu vào Ban Thường vụ Huyện ủy Châu Thành, lần lượt đảm nhiệm vai trò Phó Bí thư, Bí thư Huyện ủy Châu Thành. Do các cơ sở Đảng ở tỉnh Bến Tre (tức tỉnh Kiến Hòa) bị tổn thất nặng nề, Hội nghị Tỉnh ủy Bến Tre (tháng 5 năm 1959) đã bổ sung Phan Văn Giảng và Nguyễn Văn Trung vào Tỉnh ủy. Ông cùng Ủy viên Thường vụ Tỉnh ủy Nguyễn Thanh Liêm (Tư Chí) được phân công phụ trách công tác ở các huyện Ba Tri, Bình Đại, Giồng Trôm.
Tháng 1 năm 1960, với tư cách là Tỉnh ủy viên trực tiếp phụ trách huyện Giồng Trôm, ông đã lãnh đạo người dân "đồng khởi", phá các đồn Bình Chánh, Bình Thành, Tân Hào, Lương Hòa, Phú Điền, Châu Bình, Cái Mít,... Hội nghị Tỉnh ủy sau đó đã phân công ông phụ trách công tác ở huyện Giồng Trôm và thị xã Bến Tre (tức tỉnh lỵ Trúc Giang). Năm 1962, được được Tỉnh ủy phân công phụ trách công tác an ninh.
Năm 1963, ông được bầu vào Ban Thường vụ Tỉnh ủy Bến Tre, phân công phụ trách tuyên huấn, tổ chức và an ninh. Năm 1965, ông được bầu làm Phó Bí thư Tỉnh ủy Bến Tre. Tháng 5, ông được cử về xã Lương Hòa (Giồng Trôm) tham gia chỉ đạo, giúp đỡ đoàn cán bộ của Trung ương Cục Miền Nam (Trưởng đoàn Trần Nam Trung) và Khu 8 (dẫn đầu là Lê Việt Thắng) thực hiện thành công cuộc vận động thực hiện Chỉ thị về chính sách ruộng đất, phát động nông dân vùng giải phóng đoàn kết, sản xuất, kháng chiến chống Mỹ, cứu nước. Năm 1968, ông được điều động làm Phó ban an ninh Khu ủy Khu Trung Nam Bộ.
Năm 1976, ông được Trung ương Đảng cử trở về tỉnh Bến Tre để hỗ trợ công tác xây dựng chính quyền, đảm nhận vai trò Bí thư Tỉnh ủy Bến Tre. Tháng 3 năm 1977, tại Đại hội Đại biểu Đảng bộ tỉnh Bến Tre lần thứ I, ông được bầu làm Bí thư Tỉnh ủy Bến Tre và tiếp tục được tín nhiệm trong hai kỳ Đại hội Đại biểu lần thứ II (1980) và III (1983).
Tháng 3 năm 1987, ông thôi giữ chức vụ Bí thư Tỉnh ủy, vì điều kiện sức khỏe, được Ban Bí thư Trung ương Đảng cho nghỉ điều dưỡng. Ngày 1 tháng 12 năm 1989, ông chính thức nghỉ hưu.
Ông qua đời ngày 1 tháng 9 năm 1999.

## Vinh danh
Tên của ông được đặt cho một con đường ở phường Phú Khương, thành phố Bến Tre.